# Acalypha psilostachya
Acalypha psilostachya é uma espécie de flor do gênero Acalypha, pertencente à família Euphorbiaceae.